# Крамеров, Дмитрий Александрович
Дмитрий Александрович Крамеров (род. 1951) — учёный, молекулярный биолог, лауреат премии имени А. А. Баева (2010).

## Биография
Родился в 1951 году.
Окончил кафедру биохимии растений (сейчас — кафедра молекулярной биологии Отделения генетики, клеточной и молекулярной биологии) биологического факультета МГУ, затем аспирантуру Института молекулярной биологии (Лаборатория биосинтеза нуклеиновых кислот, заведующий лабораторией академик Г. П. Георгиев).
В 1977 году — защитил кандидатскую диссертацию, тема: «Новый тип двуспиральных структур в ядерном предшественнике мРНК».
В 1987 году — защитил докторскую диссертацию, тема: «Основные повторяющиеся элементы генома мыши».
В 1992 году — присвоено звание профессора.
С 1992 по 1994 годы — работал в Институте биологии рака Датского ракового общества в Копенгагене.
С 1997 года — заведующим лаборатории в ИМБ РАН.
Член редколлегий журналов «BMC Genomics» и «Gene».
Основные научные интересы: мобильные генетические элементы, сравнительная геномика, молекулярные механизмы эволюции, филогения млекопитающих, происхождение и роль малых клеточных РНК.

## Награды
- Премия Ленинского комсомола (в составе группы, за 1980 год) — за исследование структуры генома высших организмов методами генетической инженерии
- Государственная премия СССР (в составе группы, за 1983 год) — за цикл работ «Мобильные гены животных» (1972—1981)
- Премия имени А. А. Баева (совместно с Н. С. Васецким, О. Р. Бородулиной, за 2010 год) — за цикл работ «Короткие ретропозоны млекопитающих»